# Музей И. С. Тургенева (Орёл)
Музей И. С. Тургенева — музей И. С. Тургенева (1818—1883) русского писателя-классика, родившегося в Орле. Литературные музеи города объединены одним общим названием «Орловский объединённый государственный литературный музей И. С. Тургенева» (ОГЛМТ), так как у них общее начало и общая история.

## Описание
В ознаменование 100-летия со дня рождения писателя, по распоряжению музейной коллегии Наркомпроса РСФСР от 10 сентября 1918 г., 24 ноября 1918 года был открыт государственный Музей-библиотека имени И. С. Тургенева. Основу музейной экспозиции составила обстановка дома в бывшей усадьбе писателя в Спасском-Лутовиново и его библиотека. Посетителями музея были красноармейцы, рабочие, крестьяне. Первый директор музея литературовед, основатель «Тургеневского общества» М. В. Португалов писал: … шли внуки и правнуки «хорей» и «калинычей», шли, чтобы прикоснуться к источнику душевной чистоты и щедрости и одновременно отдать дань уважения и почёта гениальному сыну народа. Во время Великой Отечественной войны музей был эвакуирован в Пензу и там выставлял свои экспозиции. Для эвакуации были выделены два железнодорожных вагона, в которые погрузили тургеневские реликвии и ценнейшие экспонаты краеведческого музея. В ноябре 1943 года музей был реэвакуирован из Пензы в Орёл. Наркомпросом РСФСР музей был награждён знаменем «За отличную работу во время войны». В состав объединённого музея входят: Музей И. С. Тургенева, Музей писателей-орловцев, Дом-музей Н. С. Лескова, Дом-музей Т. Н. Грановского, Музей И. А. Бунина (Орёл), Дом-музей Л. Н. Андреева.
Адрес главного здания музея: г. Орёл, ул. Тургенева, 11